# Прежба
Прежба је мало острво у хрватском делу Јадранског мора.
Налази се северозападно од острва Ластова, с којим је код заселка Подленга мостом повезан с насељем Пасадур на острву Ластово. Површина острва које има разуђену обалу са бројним увалам износи 2,8 km². Дужина обалске линије је 14,230 km.. Највиши врх на острву има 139 m.
Поред Подленге у заливу Вељи Лаго, налази се заселак Јурјева Лука, бивши упориште морнарице ЈРМ укопано у стени. У Јурјевој Луци је сидриште за јахте.
На јужном делу острва, насупрот насеља Убле, налази се светионик, који има домет 8 mi (13 km).